# Roman Załuski
Roman Załuski (ur. 10 grudnia 1936 w Lidzie, zm. 29 listopada 2022 w Warszawie) – polski reżyser filmowy, scenarzysta.

## Życiorys
Maturę zdał w VI Liceum Ogólnokształcącym im. Tadeusza Reytana w Warszawie (1954). Ukończył Państwową Wyższą Szkołę Filmową w Łodzi (Wydział Reżyserii, 1958).
Po studiach wyjechał do Warszawy. Debiutował jako samodzielny reżyser w 1970 (Dom, także autor scenariusza), popularność przyniosły mu komedie obyczajowe z ostatnich lat PRL, utrzymane w stylu burleski – Wyjście awaryjne (1982), Och, Karol (1985), Kogel-mogel (1988), Galimatias, czyli kogel-mogel II (1989), Komedia małżeńska (1993).

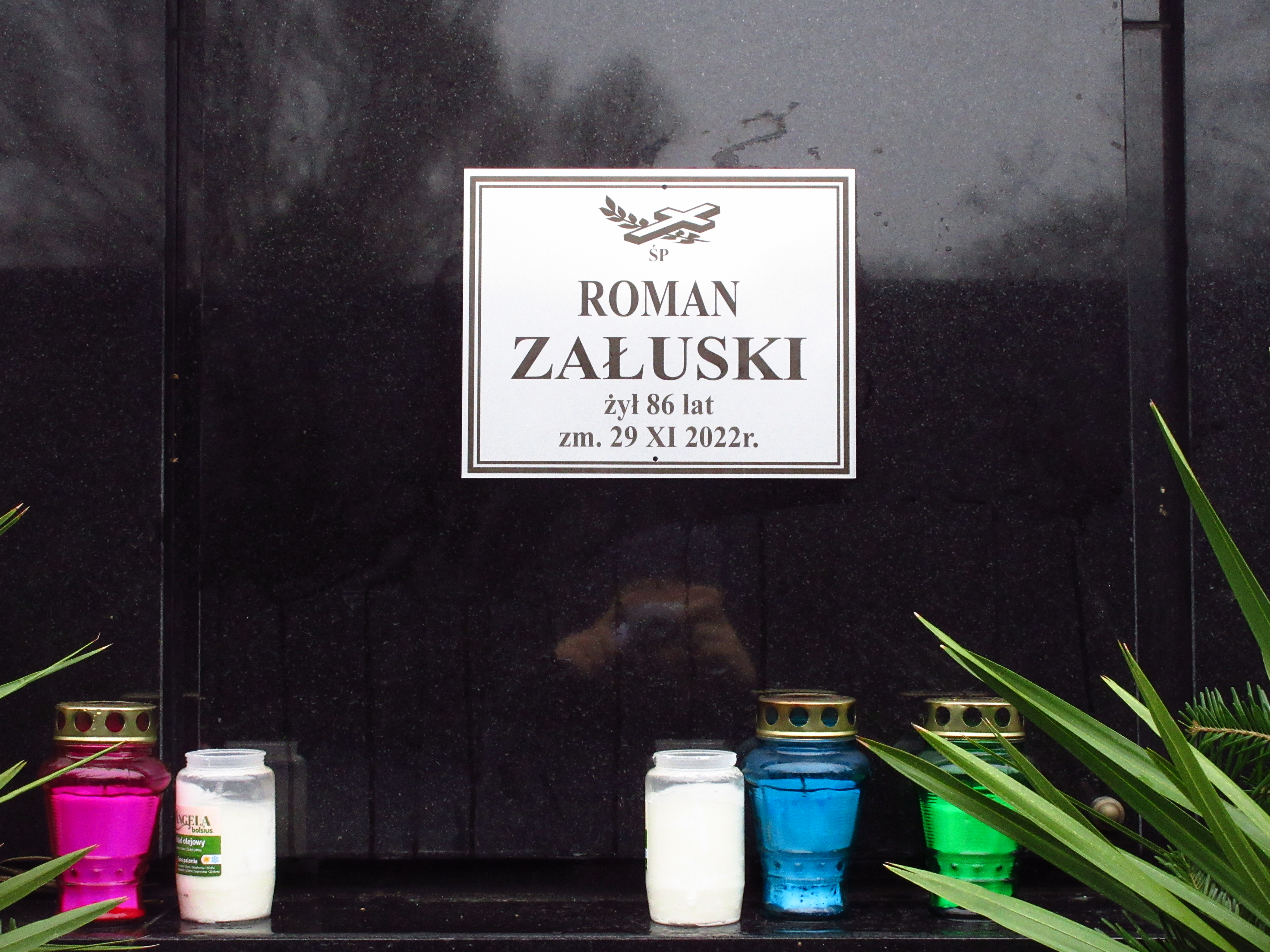
Grób Romana Załuskiego w kolumbarium na cmentarzu Bródnowskim.

Pochowany w kolumbarium na cmentarzu Bródnowskim w Warszawie (kwatera 116A-4-22).

## Filmografia
- 1957 – Węgry potrzebują pomocy
- 1957 – Muszę myśleć o synku
- 1970 – Dom
- 1971 – Zaraza
- 1971 – Kardiogram
- 1972 – Anatomia miłości
- 1973 – Sekret
- 1974 – Godzina za godziną
- 1976 – Znaki szczególne
- 1978 – Azyl
- 1979 – Wściekły
- 1981 – Rdza
- 1982 – Jeśli się odnajdziemy
- 1982 – Wyjście awaryjne
- 1985 – Och, Karol
- 1986 – Głód serca
- 1988 – Kogel-mogel
- 1988 – Pożegnanie cesarzy
- 1989 – Galimatias, czyli kogel-mogel II
- 1993 – Komedia małżeńska

## Nagrody i nominacje
Za rok 1970 otrzymał Nagrodę Komitetu ds. Radia i Telewizji za twórczość radiową i telewizyjną. Zdobył także Nagrodę Polskiej Federacji Dyskusyjnych Klubów Filmowych dla filmu o największej frekwencji za film Och, Karol z 1985 roku. Sześć razy nominowano go do nagrody Złote Lwy. 